# オイゲン・キケロ
オイゲン・キケロ（Eugen Cicero、ルーマニア名 Eugen Ciceu、1940年6月27日 - 1997年12月5日）は、ジャズ・ピアノ奏者。クラシックをジャズ化して演奏し、成功を収めた第一人者である。中でもバッハの作品のジャズ化が広く知られる。

## 人物・来歴
出生地はルーマニアのクルジュ県ヴァド。クラシックのピアニストであった母親から幼い頃よりピアノを習い、10歳の時にはリサイタルを開くようになるほどの天才ぶりを発揮した。しかし、兄の影響でジャズに興味を持ち始めるようになり、18歳の時には兄と一緒にジャズのグループで活躍するようになる。そしてルーマニアからオーストリアに移って活躍を続けているうちに、ヨーロッパのジャズ・レコードで有名なMPSレコードの社長に認められ、1965年に初めてレコード録音をする。これがデビュー・アルバムのクラシックの曲をジャズ化した『ロココ・ジャズ』である。

### 家族・親族
息子のロゲル・キケロ（Roger Cicero）は、ドイツ語圏を中心に活躍したシンガーであったが、2016年3月24日、脳梗塞のためハンブルクで死去した。45歳没。

## 主な録音
- 『ロココ・ジャズ』: 1965年 - 代表的なロココ作曲家であるドメニコ・スカルラッティ、フランソワ・クープランの楽曲をジャズ化している。バッハやモーツァルトの楽曲も収録されているが、バッハはバロック音楽、モーツァルトは古典派音楽であり、ロココの音楽家ではないが、ロココ的様式が見られる楽曲もある。（オイゲン・キケロ：ピアノ、ペーター・ウィッテ：ベース、チャーリー・アントリーニ：ドラム）

## ディスコグラフィ

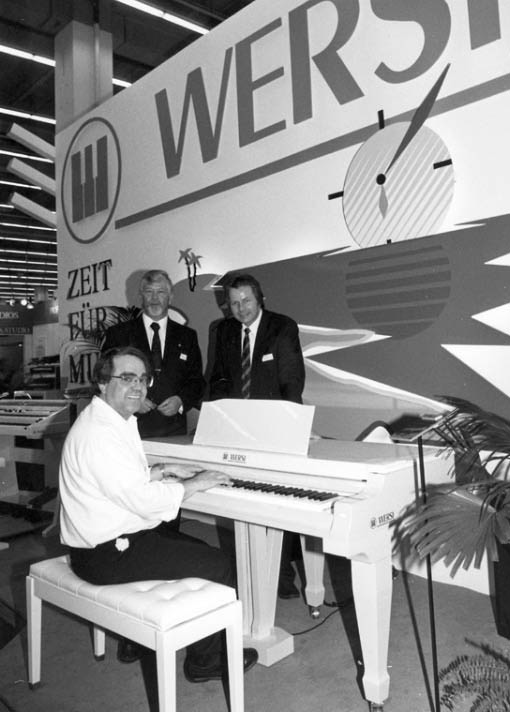
オイゲン・キケロ

### リーダー・アルバム
- 『ロココ・ジャズ』 - Rokoko Jazz (1965年、SABA)
- 『イン・タウン』 - In Town (1965年、SABA) ※旧邦題『プレイズ・スタンダード』『枯葉』
- 『ショパン・ジャズ』 - Cicero's Chopin (1966年、SABA)
- 『スウィンギング・チャイコフスキー』 - Swinging Tschaikowsky (1966年、SABA)
- 『ロマンティック・スイング - キケロ・プレイズ・リスト』 - Romantic Swing (1968年、SABA)
- The One And Only Eugen Cicero-Trio (19??年、Columbia)
- Eugen Cicero Quintet (1968年、Metronome)
- 『バルカン・ラプソディー』 - Balkan Rhapsody (1970年、MPS)
- 『スインギング・マーチ』 - Marching The Classics - Love Of Three Oranges March (1970年、Barclay)
- Und Jetzt Spielt (1970年、HOR ZU)
- 『プレイズ・スタンダード』 - Klavierspielereien (1971年、MPS)
- 『ライヴ・アット・ザ・ベルリン・フィルハーモニー』 - Live at the Berlin Philharmonie (1972年、Intercord) ※旧邦題『G線上のアリア - キケロ・ロマンティック・タッチ』
- 『マイ・リリックス - オイゲン・キケロ・イン・トーキョー』 - My Lyrics (1972年、Columbia)
- 『スウィンギン・クラシカル - オイゲン・キケロ・デラックス』 - Swinging Classics (1972年、MPS)
- 『恋のアランフェス』 - Mr. Golden Hands Vol. 1 (1972年、Intercord) ※旧邦題『オイゲン・キケロ・コンチェルトの調べ』
- 『ショパン・フェステイヴァル』 - Mr. Golden Hands Vol. 2 (1973年、Intercord)
- 『オイゲン・キケロ・イン・ロンドン』 - Cicero in London (1974年、Intercord)
- Klassik Modern (1974年、Sudwestfunk)
- Starportrait (1975年、Intercord)　※コンピレーション。2LPの2枚目は『ライヴ・アット・ザ・ベルリン・フィルハーモニー』未収録曲集
- 『ロマンティック・シューベルト』 - Plays Schubert (1975年、Intercord)
- 『サニー〜四月の思い出』 - Piano Solo (1976年、Intercord) ※旧邦題『華麗なるピアノ・ファンタジー』
- 『グレイト・スピリッツ・オブ・オイゲン・キケロ』 - Great Spirits of Eugen Cicero (1976年、MPS/BASF)
- Swingin' Classic (1976年、MPS) ※コンピレーション
- 『アランフェス - ベスト・オブ・オイゲン・キケロ』 - Concierto de Aranjuez (1977年、Overseas)
- 『ピアノ・リフレクションズ』 - Piano Reflections (1977年、Overseas)
- 『フォー・マイ・フレンズ』 - For My Friends (1977年、Intercord)
- 『イン・コンサート』 - In Concert (1978年、Intercord)
- 『別れの詩』 - Presenting Eugen Cicero (1978年、MPS)
- Balladen (1979年、Intercord)
- 『ナイス・トゥ・ミート・ユー』 - Nice to Meet You (1980年、Intercord) ※with トゥーツ・シールマンス。『ロマンチックワルツ』として再発
- 『秋のプロムナード/ファンシー・ピアノの魅力』 - Romantic Swing Piano (1980年、MPS)
- 『ファッシネイティング・ロマンス - キケロズ・エレガンシー』 - Eugen Cicero (1980年、Europa) ※コンピレーション
- 『スウィンギング・クラシック』 - Swinging Classics (1982年、Overseas)
- 『春の歌』 - Spring Song (1983年、Timeless)
- 『トルコ行進曲』 - Turkischer Marsch (1983年、ETC)
- 『落葉のコンチェルト』 - Don't Stop My Dreams (1984年、Denon)
- 『ジャズ・バッハ』 - Jazz Bach (1985年、Timeless)
- 『愛の夢』 - Love's Dream (1985年、Elite Special)
- Traumnoten (1985年、Intersound)
- 『クラシック・イン・リズム』 - Classics in Rhythm (1986年、MPS)
- 『ロココ・ジャズ2』 - Rokoko Jazz II (1987年、Baystate)
- Berlin Reunion (1987年、Monopol)
- 『哀しみのアリア』 - Whisper from Eternity (1988年、Columbia)
- 『タッチ・オブ・ラヴ』 - A Touch of Love (1988年、Columbia) ※with ホリア・クリサーン
- 『ベルリン・フィルハーモニーのオイゲン・キケロ VOL.1』 - Live At The Berlin Philharmonie (1990年、Nippon Flamingo Music)
- Humoresque In Budapest (1990年、Krém)
- Cicero Handmade (1991年、Wersi)
- Cicero Jazz (1993年、Electrecord)
- 『それぞれのラスト・シーン』 - The Last Scene (1993年、Alfa Jazz) ※『ロマンティック・シネ・ジャズ～それぞれのラストシーン』 - Romantic Cine Jazz (2004年、M&I Jazz)として再発
- 『ララバイ～オイゲン・キケロ・ラスト・アルバム』 - Lullabies (1995年、Meldac Jazz)
- Swinging Piano Classics (1996年、In+Out) ※ラスト・ライブを収録
- Easy Listening Lounge (1997年、Intersound)
- 『ロココ・ジャズ・メヌエット』 - Rokoko Jazz Menuetto (2006年、PonyCanion) ※コンピレーション
- Jazz Meets Popular Music (2007年、ZYX/Bob Media)
- Swing with Cicero (2010年、Xclu) ※コンピレーション
- 『オイゲン・キケロ・プレイズ・ガーシュイン』 - Plays Gershwin (2012年、Countdown Media GmbH) ※EP
- 『ラプソディー・イン・ブルー』 - Rhapsody In Blue (2017年、PonyCanion) ※没後20周年 世界未発表音源発掘 1
- 『プレイズ・ジャズ』 - Plays Jazz (2017年、PonyCanion) ※没後20周年 世界未発表音源発掘 2
- 『プレイズ・クラシック・フィーチャリング・アラダー・ペゲ』 - Plays Classic featuring Aladar Pege (2017年、PonyCanion) ※没後20周年 世界未発表音源発掘 3
- Bernhard Theater, Zürich, 05.10.1992 (2020年、In+Out) ※with ポール・キューン
- Bucharest 1994 (2022年、In+Out) ※with デセバル・バディラ